# Особий корпус
Особий корпус — спеціально сформоване з'єднання Радянської армії, що дислокувалося на території Угорщини з 1955 до 1956 року, коли була створена Південна група військ.

## Історія
Після прийняття урядом Австрії нейтралітету була розформована Центральна група радянських військ (ЦГВ), у підпорядкуванні якої перебували війська, дислоковані в Угорщині. Для управління ними спочатку планувалося створити невелике управління групи військ або окремої армії. Назви «група військ» і «окрема армія» для угруповання військ в Угорщині не сподобалися керівництву Міністерства оборони СРСР. Перше було неприйнятним бо могло скластися враження, що в Угорщину перемістили війська з Австрії. Що ж до другого — управління окремої механізованої армії вже було дислоковане в Румунії.
Георгій Жуков запропонував іменувати нове формування Особим корпусом за аналогією з Особим корпусом радянських військ у Монголії, яким він сам командував у 1939 році.
У вересні 1955 року таке формування було створено. До складу особого корпусу увійшли чотири дивізії — дві механізовані (2-а і 17-а гвардійські механізовані), дві авіаційні (195-а винищувальна авіаційна, 177-а гвардійська бомбардувальна авіаційна дивізія), 20-й понтонно-мостовий полк, зенітно-артилерійські частини, установи тилу та інші формування.
Вони дислокувалися в містах Дьйор, Сомбатхей, Керменд, Кечкемет, Сольнок, Цеглед, Дебрецен, Папа, Текель та інших. У Будапешті розміщувалися комендатура, політвідділ спеціальних частин, госпіталь, управління торгівлі. Управління корпусу знаходився в місті Секешфегервар.
Особий корпус призначався для прикриття спільно з угорськими частинами кордону з Австрією та забезпечення комунікацій на випадок висунення військ з території країни.
Управління корпусу за чисельністю приблизно відповідало польовому управлінню армії, але в його склад входили відділ і служби авіації, а також різні спеціальні і тилові служби, що забезпечували частини і установи в Угорщині.
Особий корпус підпорядковувався міністру оборони СРСР через Генеральний штаб.
У 1956 році формування особого корпусу брали участь у придушенні Угорської революції.

## Керівництво
- Командир корпусу генерал-лейтенант П. М. Лащенко.
- Начальник штабу генерал-майор Р. А. Щелбанин.
- Заступник начальника штабу з розвідки полковник Є. І. Малашенко.

## Склад
Особий корпус включав наступні частини і з'єднання:
- управління
- 2-а гвардійська механізована дивізія:
  - 4-й гвардійський механізований полк;
  - 5-й гвардійський механізований полк;
  - 6-й гвардійський механізований полк;
  - 87-й гвардійський важкий танко-самохідний полк;
  - 37-й гвардійський танковий полк;
  - 407-й гвардійський артилерійський полк;
  - 921-й артилерійський полк;
  - 159-й зенітно-артилерійський полк;
  - 33-й окремий гвардійський мінометний дивізіон;
  - 99-й окремий гвардійський розвідувальний батальйон;
  - 67-й окремий навчальний танковий батальйон;
  - 76-й окремий гвардійський батальйон зв'язку;
  - 690-й окремий автотранспортний батальйон;
  - 56-й окремий медико-санітарний батальйон;
- 17-а гвардійська механізована дивізія:
  - 56-й гвардійський механізований Віденський полк;
  - 57-й гвардійський механізований полк;
  - 58-й гвардійський механізований полк;
  - 27-й гвардійський важкий танко-самохідний полк;
  - 83-й гвардійський танковий полк;
  - 1160-й зенітно-артилерійський полк;
  - 56-й навчальний танковий батальйон;
  - 42-й окремий гвардійський саперний батальйон;
  - 163-й окремий гвардійський батальйон зв'язку;
- 195-я гвардійська винищувальна авіаційна дивізія:
  - 1-й гвардійський винищувальний авіаційний полк (МіГ-15біс; Веспрем);
  - 5-й гвардійський винищувальний авіаційний полк (МіГ-17; Папа);
  - 106-й гвардійський винищувальний авіаційний полк (МіГ-17, Папа);
- 177-я гвардійська бомбардувальна авіаційна дивізія:[2]

- - 674-й гвардійський бомбардувальний авіаційний полк (Іл-28, Дебрецен);
  - 727-й гвардійський бомбардувальний авіаційний полк (Іл-28, Текель);
  - 880-й гвардійський бомбардувальний авіаційний (Іл-28, Дебрецен);
- 20-й понтонно-мостовий полк;
- 66-й окремий зенітно-артилерійський дивізіон.
- та інші.